# Blang Uberuber
Blang Uberuber är ett berg i Indonesien.   Det ligger i provinsen Aceh, i den västra delen av landet, 1 600 km nordväst om huvudstaden Jakarta. Toppen på Blang Uberuber är 1 027 meter över havet, eller 77 meter över den omgivande terrängen. Bredden vid basen är 1,2 km.
Terrängen runt Blang Uberuber är huvudsakligen kuperad, men norrut är den bergig. Trakten runt Blang Uberuber är nära nog obefolkad, med mindre än två invånare per kvadratkilometer. I omgivningarna runt Blang Uberuber växer i huvudsak städsegrön lövskog.